# Траунштајн
Траунштајн (њем. Traunstein) општина је у њемачкој савезној држави Баварска. Једно је од 35 општинских средишта округа Траунштајн. Према процјени из 2010. у општини је живјело 18.680 становника. Посједује регионалну шифру (AGS) 9189155.

## Географски и демографски подаци
Траунштајн се налази у савезној држави Баварска у округу Траунштајн. Општина се налази на надморској висини од 591 метра. Површина општине износи 48,5 km². У самом мјесту је, према процјени из 2010. године, живјело 18.680 становника. Просјечна густина становништва износи 385 становника/km².

## Међународна сарадња
| Мјесто       | Држава               | Врста сарадње | Од    |
| ------------ | -------------------- | ------------- | ----- |
| Пинероло     | Италија              | партнерство   | 1986. |
| Хејвардс Хит | Уједињено Краљевство | партнерство   | 1993. |
| Гап          | Француска            | партнерство   | 1976. |
| Извор        |                      |               |       |